# Cala Rossa e Capo Rama
Cala Rossa e Capo Rama este o arie protejată (arie specială de conservare — SAC, sit de importanță comunitară — SCI) din Italia întinsă pe o suprafață de 200 ha, din care 15 % marine.

## Localizare
Centrul sitului Cala Rossa e Capo Rama este situat la coordonatele 38°07′19″N 13°04′01″E / 38.12203°N 13.066981°E.

## Înființare
Situl Cala Rossa e Capo Rama a fost declarat sit de importanță comunitară în septembrie 1995 pentru a proteja 1 specie de plante și 27 de specii de animale. Situl a fost protejat și ca arie specială de conservare în martie 2017.

## Biodiversitate
Situată în ecoregiunea mediteraneană, aria protejată conține 10 habitate naturale: Peșteri marine scufundate complet sau parțial, Tufărișuri termo-mediteraneene și de pre-deșert, Faleze cu vegetație de Limonium spp. endemic de pe coastele mediteraneene, Formațiuni scunde de Euphorbia în apropierea falezelor, Vegetație anuală la limita mareei, Pante stâncoase calcaroase cu vegetație casmofită, Tufărișuri halofile mediteraneene și termo-atlantice (Sarcocornetea fruticosi), Recifuri, Salicornia și alte specii anuale care populează regiunile mlăștinoase și nisipoase, Pseudostepă cu ierburi și specii anuale de Thero-Brachypodietea.
La baza desemnării sitului se află mai multe specii protejate:
- plante (1): Dianthus rupicola
- păsări (26): fluierar de munte (Actitis hypoleucos), pescăruș albastru (Alcedo atthis), fâsă de luncă (Anthus pratensis), Apus pallidus, stârc cenușiu (Ardea cinerea), stârc roșu (Ardea purpurea), stârc galben (Ardeola ralloides), ciocârlie-cu-degete-scurte (Calandrella brachydactyla), egretă mică (Egretta garzetta), șoim călător (Falco peregrinus), muscar negru (Ficedula hypoleuca), acvilă pitică (Hieraaetus pennatus), sfrâncioc mare (Lanius excubitor), sfrâncioc cu cap roșu (Lanius senator), pescăruș râzător (Larus ridibundus), prigoare (Merops apiaster), muscar sur (Muscicapa striata), pietrar mediteranean (Oenanthe hispanica), grangur (Oriolus oriolus), cormoran mare (Phalacrocorax carbo), pitulice de munte (Phylloscopus collybita), cresteț pestriț (Porzana porzana), mărăcinar (Saxicola rubetra), silvie roșcată (Sylvia cantillans), chiră de mare (Thalasseus sandvicensis), pupăză (Upupa epops)
- nevertebrate (1): Brachytrupes megacephalus

Pe lângă speciile protejate, pe teritoriul sitului au mai fost identificate 29 de specii de plante, 1 specie de păsări, 1 specie de nevertebrate.